# Ziarnojadek dwuobrożny
Ziarnojadek dwuobrożny (Sporophila caerulescens) – gatunek małego ptaka z rodziny tanagrowatych (Thraupidae), występujący głównie w środkowej Ameryce Południowej. Jeden z najbardziej rozpowszechnionych gatunków ziarnojadków. W Czerwonej księdze gatunków zagrożonych IUCN klasyfikowany jest jako gatunek najmniejszej troski (LC, Least Concern).

## Systematyka
Pierwszego naukowego opisu gatunku – na podstawie holotypu pochodzącego z Brazylii – dokonał francuski ornitolog Louis Pierre Vieillot w 1823 roku, nadając mu nazwę Pyrrhula caerulescens. Carl Eduard Hellmayr w 1938 roku jako miejsce typowe podał okolice Rio de Janeiro. Obecnie ziarnojadek dwuobrożny jest umieszczany w rodzaju Sporophila. Wyróżnia się 3 podgatunki: S. c. caerulescens (Vieillot, 1823), S. c. hellmayri Wolters, 1939, S. c. yungae Gyldenstolpe, 1941.

## Morfologia
Mały ptak o cechach typowych dla rodzaju Sporophila, o charakterystycznym małym, grubym i zaokrąglonym dziobie – u samców jest on koloru jasnoszarego, a u samic dwubarwny (górna szczęka brązowoczarna, dolna żółtooliwkowa). Samce mają ciemnoszarą głowę i policzki, tył głowy przechodzi od czarniawego do stalowoszarego. Grzbiet, część skrzydeł oraz ogon stalowoszary. Samce są bardzo podobne do samców ziarnojadka białogardłego, różnią się kolorem dzioba, czarnym gardłem i krócej wchodzącą w stronę karku białą obrożą. Część skrzydeł oraz ogon stalowoszary. Pierś i brzuch prawie białe. Skrzydła są brązowoczarne z niewielką białawą plamką na środku (mniejszą niż u ziarnojadka białogardłego). Tęczówki czarne z szarymi powiekami. Poniżej oka w kierunku dzioba biaława plamka. Szare nogi. Samica jest głównie płowobrązowa, z nieco jaśniejszym brzuchem i ciemnymi płowymi skrzydłami, z jaśniejszymi obrzeżami lotek. Brzuch białawy z rudymi odcieniami, nogi szarośniade. Tęczówki czarne z szarymi jasnobrązowymi powiekami. Młode osobniki są podobne do samic. Długość ciała 11 cm, masa ciała 7,4–12,5 g.

## Zasięg występowania
Ziarnojadek dwuobrożny występuje na terenach położonych na wysokości do 2100 m n.p.m., w Peru występuje w okresie od maja do listopada na zboczach Andów do wysokości 1000 m n.p.m. Występuje w całej środkowej Ameryce Południowej. Jest gatunkiem migrującym, choć niektóre populacje mogą być osiadłe. W okresie nielęgowym migruje na północ, spotykany był w południowo-wschodniej Kolumbii, często w stadach z polniczką (Volatinia jacarina). W przeciwnym kierunku, na południe, obserwowany był nawet na Falklandach.
Poszczególne podgatunki występują:
- S. c. caerulescens – w południowo-wschodniej i wschodniej Boliwii, południowo-środkowej i południowo-wschodniej Brazylii, Paragwaju i Argentynie (Mendoza, La Pampa); południowa część populacji migruje do wschodniego Peru oraz centralnej Brazylii[10][7]
- S. c. hellmayri – na południu stanu Bahia we wschodniej Brazylii
- S. c. yungae – w środkowej Boliwii (w departamentach Cochabamba, La Paz oraz na południu departamentu Beni)[7].

## Ekologia
Jego głównym habitatem są tereny na granicach lasu, zakrzewione łąki, wtórnie zarośnięte tereny uprawne, obszar cerrado, obszary z wtórnym zalesieniem, a także pobocza dróg, tereny rolnicze oraz miasta. Prawdopodobnie łączy się w stada z innymi ziarnojadkami np. ziarnojadkiem czarnolicym.

### Rozmnażanie
Okres lęgowy ziarnojadka dwuobrożnego w głównej mierze następuje w okresie październik–luty, a w południowo-wschodniej Brazylii w okresie grudzień–maj. Populacje żyjące w północnych obszarach zasięgu występowania rozmnażają się prawdopodobnie przez cały rok. Gniazda są zbudowane z korzeni traw i pajęczyny. Mają cienkie prześwitujące ścianki, średnicę zewnętrzną około 6,7 cm i wysokość 4,8 cm. Są umieszczone na krzewach lub drzewach na zmiennej wysokości od poniżej 0,5 m aż do nawet 6 m nad poziomem ziemi. W czasie lęgu samica składa 2–3 jaja, populacja północna 2 jaja. Czas inkubacji jaj to około 13 dni, wyłącznie przez samicę, pisklęta są karmione przez oboje rodziców. Młode są w pełni opierzone po 12–15 dniach od wyklucia.

## Status i ochrona
W Czerwonej księdze gatunków zagrożonych IUCN ziarnojadek dwuobrożny od 1988 roku jest klasyfikowany jako gatunek najmniejszej troski (LC, Least Concern). Liczebność populacji nie została oszacowana, ale ptak ten opisywany jest jako pospolity. Zasięg jego występowania według szacunków organizacji BirdLife International zajmuje około 8,04 mln km², bez terenów migracyjnych 6,7 mln km². BirdLife International uważa, że populacja ma trend wzrostowy ze względu na to, że postępująca degradacja środowiska stwarza nowe siedliska odpowiednie dla tego gatunku.